# Rung động

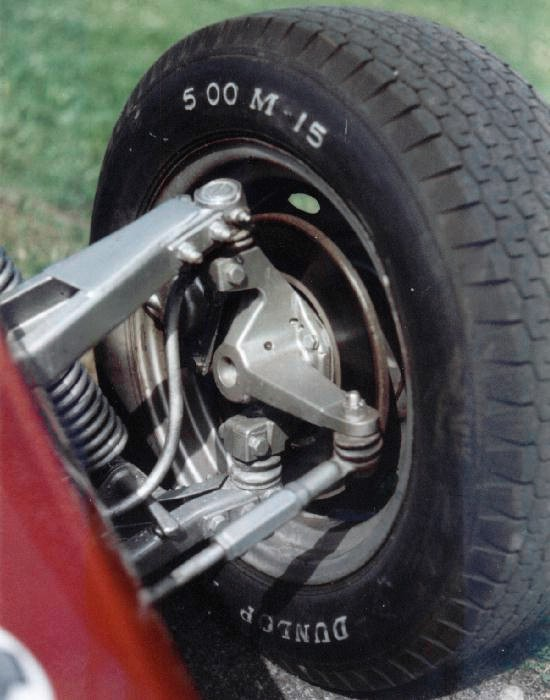
Hệ thống treo: thiết kế điều khiển rung được thực hiện như một phần của kỹ thuật âm thanh, ô tô hoặc cơ khí.

Rung động  là một hiện tượng cơ học, theo đó dao động của một đối tượng xung quanh một điểm cân bằng. Từ này xuất phát từ Latin vibrationem ("shaking, brandishing"). Dao động có thể tuần hoàn, chẳng hạn như chuyển động của con lắc —hoặc ngẫu nhiên, chẳng hạn như chuyển động của lốp trên đường đá sỏi.
Rung động kỳ vọng: ví dụ, chuyển động của âm thoa, lưỡi gà trong nhạc cụ kèn sáo hoặc harmonica, điện thoại di động, hoặc hình nón của một loa.
Tuy nhiên, trong nhiều trường hợp, rung động không mong muốn, lãng phí năng lượng và tạo ra âm thanh không mong muốn. Ví dụ, các chuyển động rung động của động cơ, động cơ điện, hoặc bất kỳ thiết bị cơ khí hoạt động thường không mong muốn. Rung động như vậy có thể là do mất cân bằng trong các bộ phận quay, ma sát không đồng đều, hoặc chia lưới bánh răng. Thiết kế cẩn thận thường giảm thiểu các rung động không mong muốn.

Các nghiên cứu về âm thanh và rung động có liên quan chặt chẽ. Âm thanh, hoặc sóng áp suất, được tạo bởi cấu trúc rung (ví dụ. dây thanh âm); những sóng áp lực này cũng có thể gây ra rung động của các cấu trúc (ví dụ màng nhĩ). Do đó, các nỗ lực giảm tiếng ồn thường liên quan đến các vấn đề rung động.

Một trong các chế độ rung có thể của trống tròn vibration of a circular drum (xem các chế độ khác).

## Các dạng rung động
Rung động tự do xảy ra khi một hệ thống cơ học được đặt trong chuyển động với đầu vào ban đầu và được phép rung tự do. Ví dụ về loại rung động này là kéo một đứa trẻ trở lại trên xích đu và để cho nó đi, hoặc nhấn một cái nĩa điều chỉnh và để cho nó đổ chuông. Hệ thống rung cơ học ở một hoặc nhiều tần số tự nhiên và tắt dần cho đến khi tắt hẳn.
Rung động cưỡng bức là khi một sự xáo trộn theo thời gian (tải trọng, dịch chuyển hoặc vận tốc) được áp dụng cho một hệ thống cơ học. Sự xáo trộn có thể là đầu vào định kỳ và ổn định, đầu vào tạm thời hoặc đầu vào ngẫu nhiên. Các đầu vào định kỳ có thể điều hòa hoặc một xáo trộn không điều hòa. Ví dụ về các loại rung động này bao gồm máy giặt do mất cân bằng, rung động vận chuyển do động cơ hoặc đường không đồng đều hoặc rung của tòa nhà trong một trận động đất. Đối với hệ thống tuyến tính, tần số của đáp ứng rung trạng thái ổn định do ứng dụng của đầu vào định kỳ, điều hòa bằng tần số của lực hoặc chuyển động được áp dụng, với cường độ phản ứng phụ thuộc vào hệ thống cơ học thực tế.
Rung động tắt dần: Khi năng lượng của một hệ thống rung dần dần bị tiêu tan bởi ma sát và các điện trở khác, các rung động được cho là bị giảm chấn. Các rung động tắt dần hoặc thay đổi tần số hoặc cường độ hoặc ngừng và hệ thống nằm ở vị trí cân bằng của nó. Một ví dụ về loại rung này là hệ thống treo xe bị giảm bởi bộ giảm xóc.

## Thử nghiệm rung
Thử nghiệm rung được thực hiện bằng cách giới thiệu tính năng cưỡng bức vào một cấu trúc, thường là với một số loại máy rung. Cách khác, một DUT (thiết bị được thử nghiệm) được gắn vào "bảng" của máy rung. Thử nghiệm rung được thực hiện để kiểm tra đáp ứng của thiết bị được thử nghiệm (DUT) đến môi trường rung xác định. Các phản ứng đo được có thể là vòng đời mệt mỏi, tần số cộng hưởng hoặc đầu ra âm thanh rít và ồn (NVH). Thử nghiệm squeak và rattle được thực hiện với một loại máy rung yên tĩnh đặc biệt tạo ra mức âm thanh rất thấp trong khi hoạt động.
Đối với tần số tương đối thấp, máy trộn thủy lực (điện thủy lực) được sử dụng. Đối với tần số cao hơn, các máy lắc điện động được sử dụng. Nói chung, một hoặc nhiều điểm "đầu vào" hoặc "điều khiển" nằm ở phía DUT của vật cố định được giữ ở mức gia tốc được chỉ định. Các điểm "đáp ứng" khác trải nghiệm mức rung tối đa (cộng hưởng) hoặc mức rung tối thiểu (chống cộng hưởng). Nó thường được kỳ vọng để đạt được chống cộng hưởng để giữ cho một hệ thống trở nên quá ồn ào, hoặc để giảm căng thẳng trên một số bộ phận do chế độ rung gây ra bởi tần số rung cụ thể.
Các loại dịch vụ thử nghiệm rung động phổ biến nhất được thực hiện bởi phòng thí nghiệm kiểm tra rung là Sinusoidal và Random. Thử nghiệm sin (một tần số tại một thời điểm) được thực hiện để khảo sát đáp ứng cấu trúc của thiết bị được thử nghiệm (DUT). Một thử nghiệm ngẫu nhiên (tất cả các tần số cùng một lúc) thường được xem xét để tái tạo chặt chẽ hơn một môi trường thế giới thực, chẳng hạn như đầu vào đường vào ô tô di chuyển.
Hầu hết các thử nghiệm rung được thực hiện trong một 'trục DUT duy nhất' tại một thời điểm, mặc dù hầu hết các rung động trong thế giới thực xảy ra trong các trục khác nhau cùng một lúc. MIL-STD-810G, được phát hành vào cuối năm 2008, phương pháp thử nghiệm 527, kêu gọi thử nghiệm nhiều kích thích. Thiết bị thử rung được sử dụng để gắn DUT vào bàn rung phải được thiết kế cho dải tần số của phổ thử nghiệm rung. Nói chung cho các thiết bị nhỏ hơn và dải tần số thấp hơn, nhà thiết kế nhắm vào một thiết kế cố định không có tiếng vang trong dải tần số thử nghiệm. Điều này trở nên khó khăn hơn khi DUT trở nên lớn hơn và khi tần số kiểm tra tăng lên. Trong những trường hợp này, các chiến lược kiểm soát đa điểm có thể giảm thiểu một số cộng hưởng có thể có trong tương lai. Các thiết bị được thiết kế đặc biệt để theo dõi hoặc ghi lại các rung động được gọi là vibroscope.

## Phân tích rung
Phân tích rung (VA), được áp dụng trong môi trường công nghiệp hoặc bảo trì nhằm mục đích giảm chi phí bảo trì và thời gian chết thiết bị bằng cách phát hiện lỗi thiết bị. VA là thành phần quan trọng của chương trình Giám sát tình trạng (CM) và thường được gọi là Bảo trì dự báo (PdM). ] Phổ biến nhất VA được sử dụng để phát hiện lỗi trong thiết bị quay (quạt, động cơ, máy bơm, và hộp số vv) chẳng hạn như mất cân bằng, lệch hướng, yếu tố cán mang lỗi và điều kiện cộng hưởng.
VA có thể sử dụng các đơn vị Displacement, Velocity và Acceleration được hiển thị dưới dạng dạng sóng thời gian (TWF), nhưng phổ biến nhất là phổ được sử dụng, bắt nguồn từ một Fast Fourier Transform của TWF. Phổ rung cung cấp thông tin tần số quan trọng có thể xác định thành phần bị lỗi.
Các nguyên tắc cơ bản của phân tích rung động có thể được hiểu bằng cách nghiên cứu mô hình van điều tiết lò xo đơn giản Mass-spring-damper. Thật vậy, ngay cả một cấu trúc phức tạp như một thân xe ô tô có thể được mô hình hóa như là một "sự tổng kết" của các mô hình van-lò xo-lò xo đơn giản. Mô hình khối lượng-lò xo-van điều tiết là một ví dụ về một Dao động điều hòa đơn giản. Toán học được sử dụng để mô tả hành vi của nó giống hệt với các bộ dao động điều hòa đơn giản khác như mạch RLC.
Lưu ý: Bài viết này không bao gồm các dẫn xuất toán học từng bước, nhưng tập trung vào các phương trình và khái niệm phân tích rung động chính. Xin vui lòng tham khảo các tài liệu tham khảo ở phần cuối của bài viết cho các dẫn xuất chi tiết.